# Eclipse solar del 22 de julio de 2009

Eclipse solar del 22 de julio de 2009

El 22 de julio de 2009 se produjo un eclipse solar total con una magnitud de 1,0799 que fue visto en el norte de la India, en el este de Nepal, el norte de Bangladés, Bután, el norte de la punta de Birmania, China central y el Océano Pacífico incluyendo las Islas Ryukyu, Islas Marshall y Kiribati. Fue visto en su totalidad en ciudades como Surat, Varanasi, Patna, Thimphu, Chengdu, Chongqing, Wuhan, Hangzhou y Shanghái. Un eclipse parcial se vio en el camino mucho más amplio de la penumbra de la Luna, incluida la mayor parte del sudeste de Asia y el noreste de Oceanía.

## El más largo delsigloXXI
Este eclipse solar fue el eclipse solar total más largo del siglo XXI y no se va a superar en duración hasta el 13 de junio de 2132. Su totalidad tuvo una duración de hasta 6 minutos y 38.86 segundos, su punto máximo del eclipse se produjo a las 02:35:21 UTC unos 100 km al sur de las Islas Bonin, al sureste de Japón.

## Retransmisión en directo vía Internet
El eclipse fue retransmitido en directo vía Internet por la "Expedición a China Eclipse Solar 2009" desde la ciudad China de Chongqing. La totalidad en este punto duró 5:00 y comenzó a las 1:13 UTC.
La expedición estuvo coorganizada por grupo Shelios de expediciones científicas, la Junta de Extremadura y por el grupo Cíclope de la Facultad de Informática de Madrid.

## Imágenes

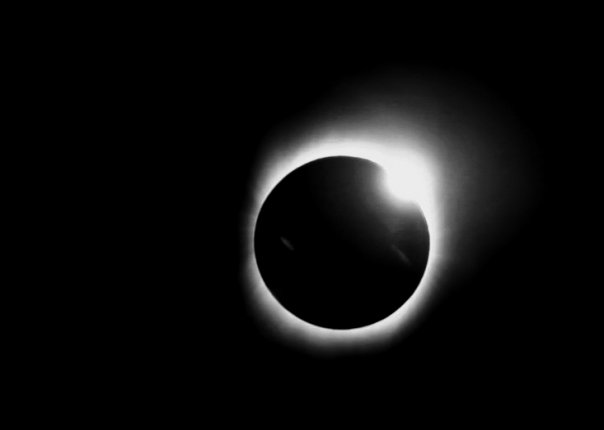
Anillo de diamantes al final de la fase de totalidad, Kurigram, Bangladés
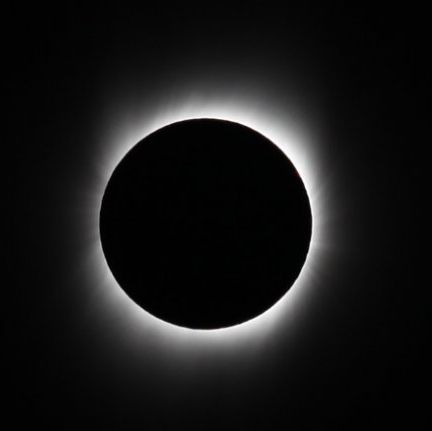
Eclipse total desde Kurigram, Bangladés
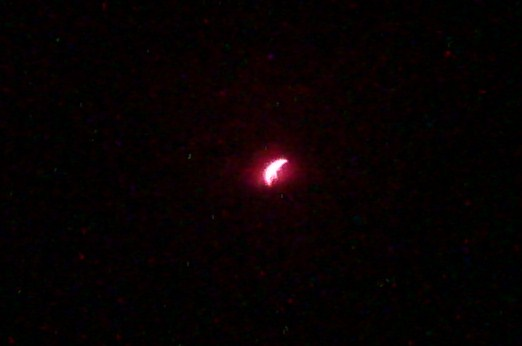
Eclipse parcial desde Nueva Delhi, India
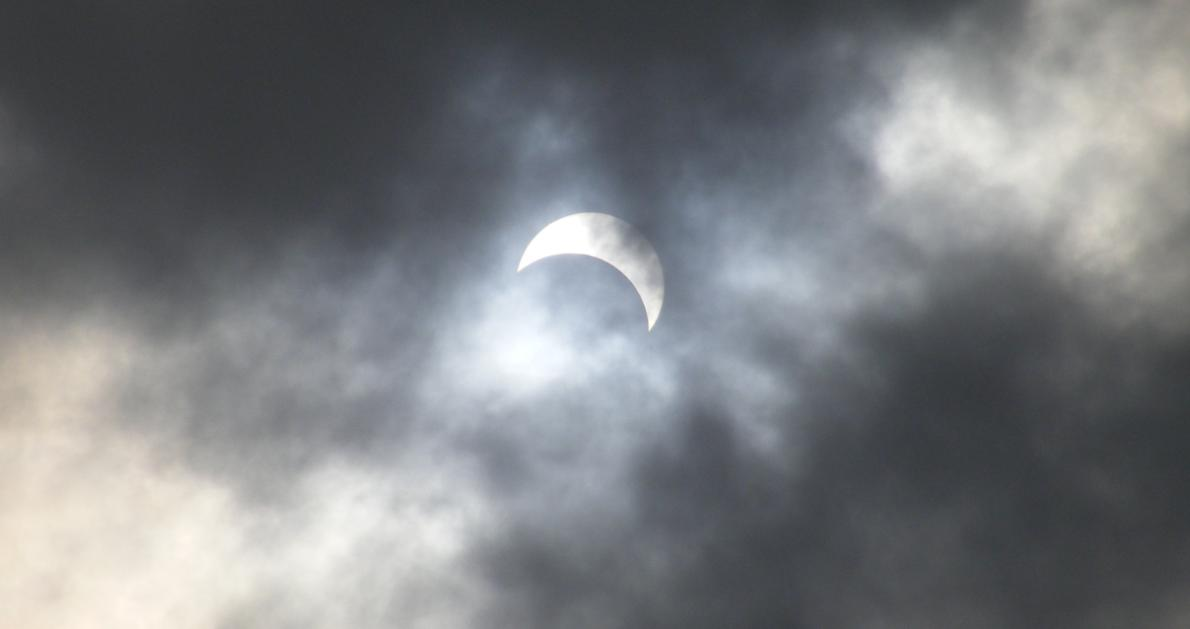
Eclipse parcial desde Calcuta, India
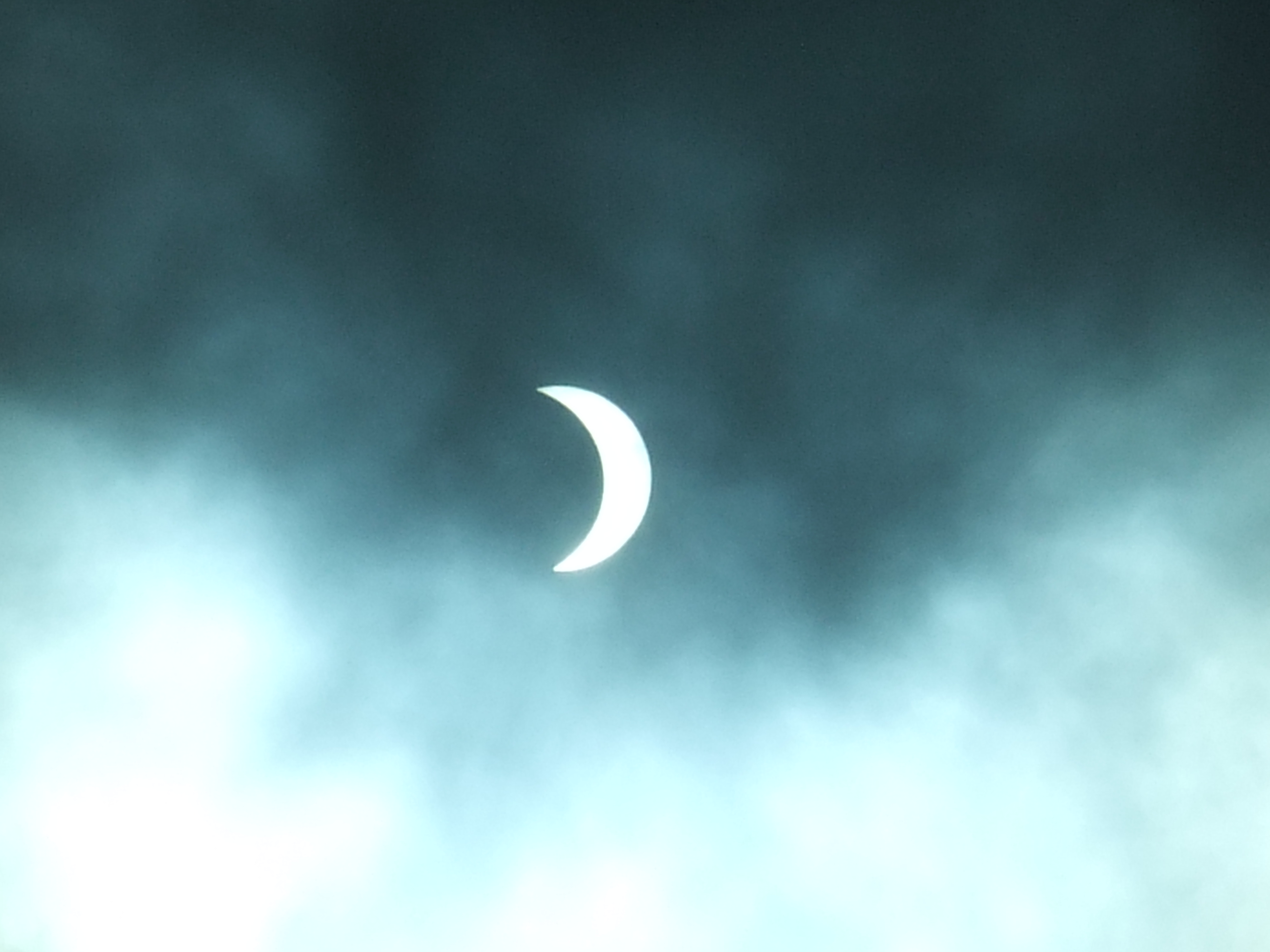
Eclipse parcial desde Sheung Shui, Hong Kong
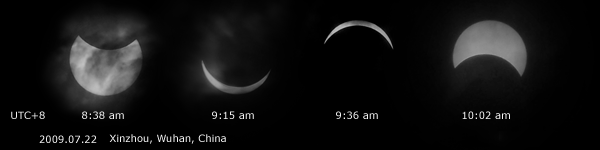
Solar eclipse desde Wuhan, China
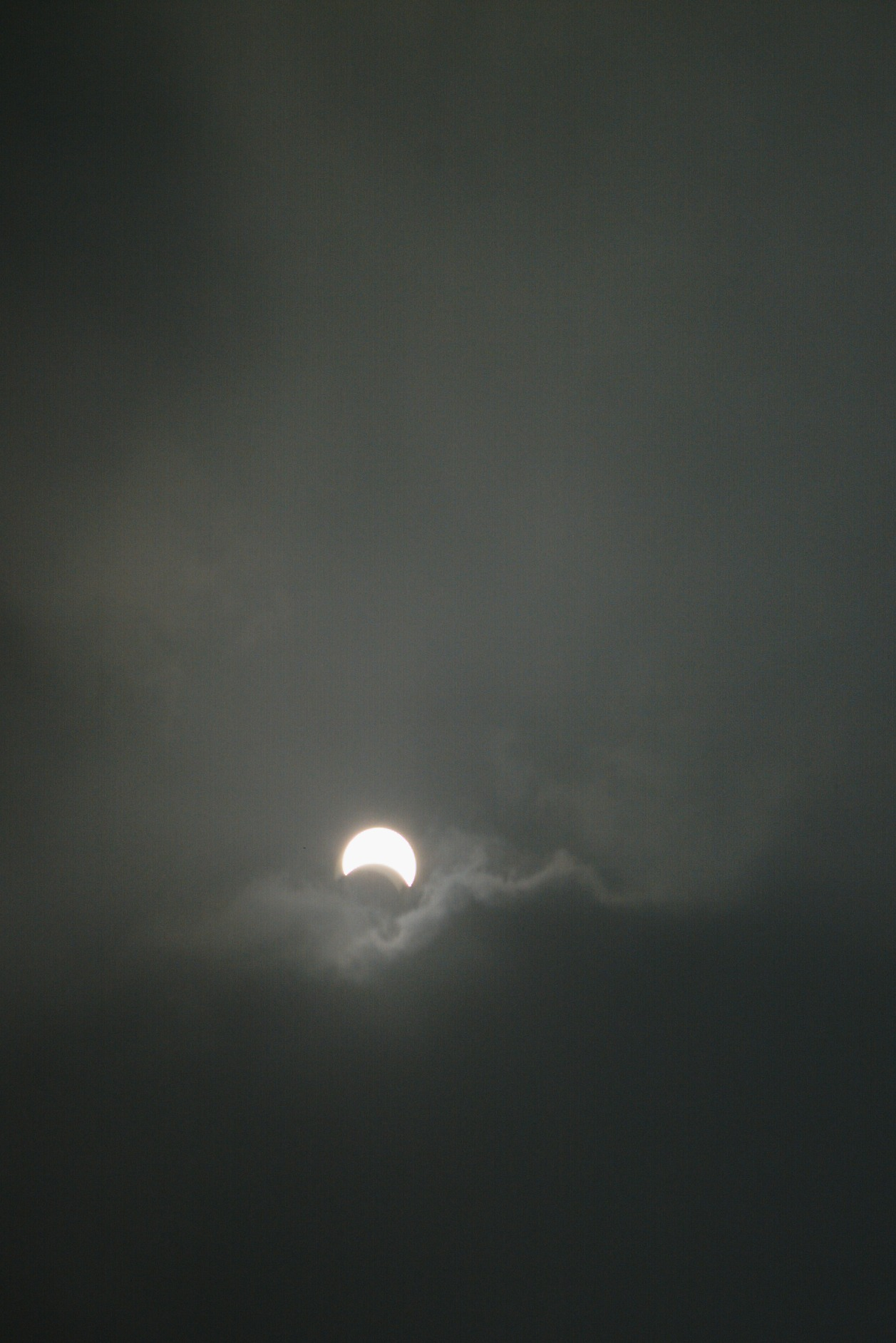
Eclipse parcial desde Pekín, China
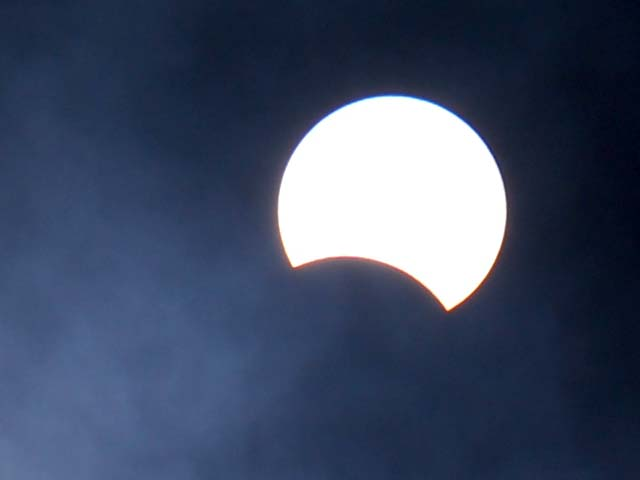
Eclipse parcial desde Ciudad Quezon, Filipinas